# Charles Louis de Biaudos de Casteja
Charles Louis de Biaudos de Casteja, född 1693, död den 10 mars 1755, var en fransk diplomat. 
Casteja utnämndes till Frankrikes sändebud i Sverige 1727, anlände till Stockholm 1728 och blev ambassadör 1730. Han kallades hem på begäran av den svenska regeringen 1737. Casteja spelade en mycket aktiv i roll i svensk politik för att påverka partiväsendet i profransk riktning. Han arbetade bland annat för en allians mellan Sverige och Frankrike under polska tronföljdskriget 1733-38. Ingen tidigare utländsk ambassadör i Sverige ska ha varit så öppet inflytelserik på den svenska partipolitiken. Casteja byggde upp ett kontaktnät av svenskar som mot fransk betalning arbeta för franska intressen i Sverige, och koncentrerade sig särskilt på kvinnliga agenter, så som Charlotta von Liewen, Margareta Gyllenstierna och Hedvig Catharina Lillie. Han gjorde också ett försök att 1734 värva Hedvig Taube, men misslyckades.